# Przełęcz Mysłowska
 Przełęcz Mysłowska – przełęcz na wysokości 504 m n.p.m., w południowo-zachodniej Polsce w Sudetach Zachodnich, w Górach Kaczawskich.
Przełęcz położona jest w północno-wschodniej części Gór Kaczawskich, na południowy zachód od wzniesienia Głogowiec, około 7,0 km na zachód od centrum Bolkowa.
Przełęcz położona jest w środkowej części Grzbietu Wschodniego Gór Kaczawskich. Przełęcz stanowi wyraźne, rozległe siodło o łagodnych zboczach i podejściach, wcinające się w staropaleozoiczne skały metamorficzne pochodzenia osadowego: zieleńce, łupki zieleńcowe, łupki serycytowe, łupki kwarcowo-serycytowe, tzw. łupki radzimowickie. Obszar w otoczeniu przełęczy zajmują pola uprawne, nieużytki i łąki górskie. Dolną część wschodniego podejścia przełęczy porasta niewielki las regla dolnego. Na wschodnim podejściu przełęczy położone jest źródło górskiego potoku Świękatka. W sąsiedztwie przełęczy, po południowo-zachodniej stronie położona jest wieś Mysłów, której zabudowania podchodzą prawie pod samą przełęcz. Od tej miejscowości pochodzi nazwa przełęczy. W bliskiej odległości od przełęczy po stronie południowej prowadzi droga krajowa Wrocław - Jelenia Góra. Przez przełęcz przechodzi dział wodny, oddzielający dorzecza rzeki, Kaczawy i Nysy Szalonej.

## Turystyka
- Przełęcz stanowi punkt widokowy, z którego roztacza się częściowa panorama, Pogórza Kaczawskiego i Gór Kaczawskich, oraz okolicznych wzniesień.
- W pobliżu przełęczy po północno-wschodniej stronie położony jest Rezerwat przyrody Buki Sudeckie.